# マーク・マランソン
- マーク・メランソン

マーク・デビッド・マランソン（Mark David Melancon, 1985年3月28日 - ）は、アメリカ合衆国コロラド州ジェファーソン郡ホィートリッジ出身の元プロ野球選手（投手）。右投右打。愛称はストレッチ。
同じくメジャーリーガー（外野手）であるJ.B.シャックとは義理の兄弟の関係である。
姓は英語発音でマランソン(muh-LAN-son)と読む。これは当人がフランス系アメリカ人であり、この単語は英語圏でもフランス発音と同じなため。フランス語ではミロンソンのが近い。

## 経歴

### プロ入りとヤンキース時代
2006年のMLBドラフト9巡目（全体284位）でニューヨーク・ヤンキースから指名を受け、入団。同年はA級スタテンアイランド・ヤンキースでデビューを果たすが、10月にトミー・ジョン手術を受け、翌2007年を棒に振る。
2008年はA+級タンパ・ヤンキース、AA級トレントン・サンダー、AAA級スクラントン・ウィルクスバリ・ヤンキースと、マイナー3つの階級すべてでロングリリーフとして起用され、リリーフのみで計44試合・95イニングに登板し、8勝1敗、防御率2.27という好成績を残す。シーズン終了後、ベースボール・アメリカ誌はマランソンをヤンキース組織内第9位の有望株と評価した。
2009年4月25日に初めてのメジャー昇格を果たすと、26日のボストン・レッドソックス戦でメジャーデビューを果たし、2イニングを無失点に抑える。その後、5月8日にAAA級スクラントンへ降格するが、7月9日に再びメジャーに昇格した。

### アストロズ時代
2010年7月末にランス・バークマンとのトレードで、ジミー・パレデスと共にヒューストン・アストロズへ移籍した。

### レッドソックス時代
2011年12月14日にジェド・ラウリー、カイル・ウィーランドとのトレードで、レッドソックスへ移籍した。
2012年のシーズンは、4月17日のテキサス・レンジャーズ戦で3本の本塁打を浴びるなど一死もとれず6失点と炎上するなど、最初の4試合で防御率49.50となり、AAA級ポータケット・レッドソックスへ降格した。6月10日にメジャーへ復帰するも最終的に41試合に登板し防御率6.20と期待を大きく裏切る結果となった。

### パイレーツ時代
2012年12月26日にジョエル・ハンラハン、ブロック・ホルトとのトレードで、イバン・デヘスース・ジュニア、ジェリー・サンズ、ストルミー・ピメンテルと共にピッツバーグ・パイレーツへ移籍した。

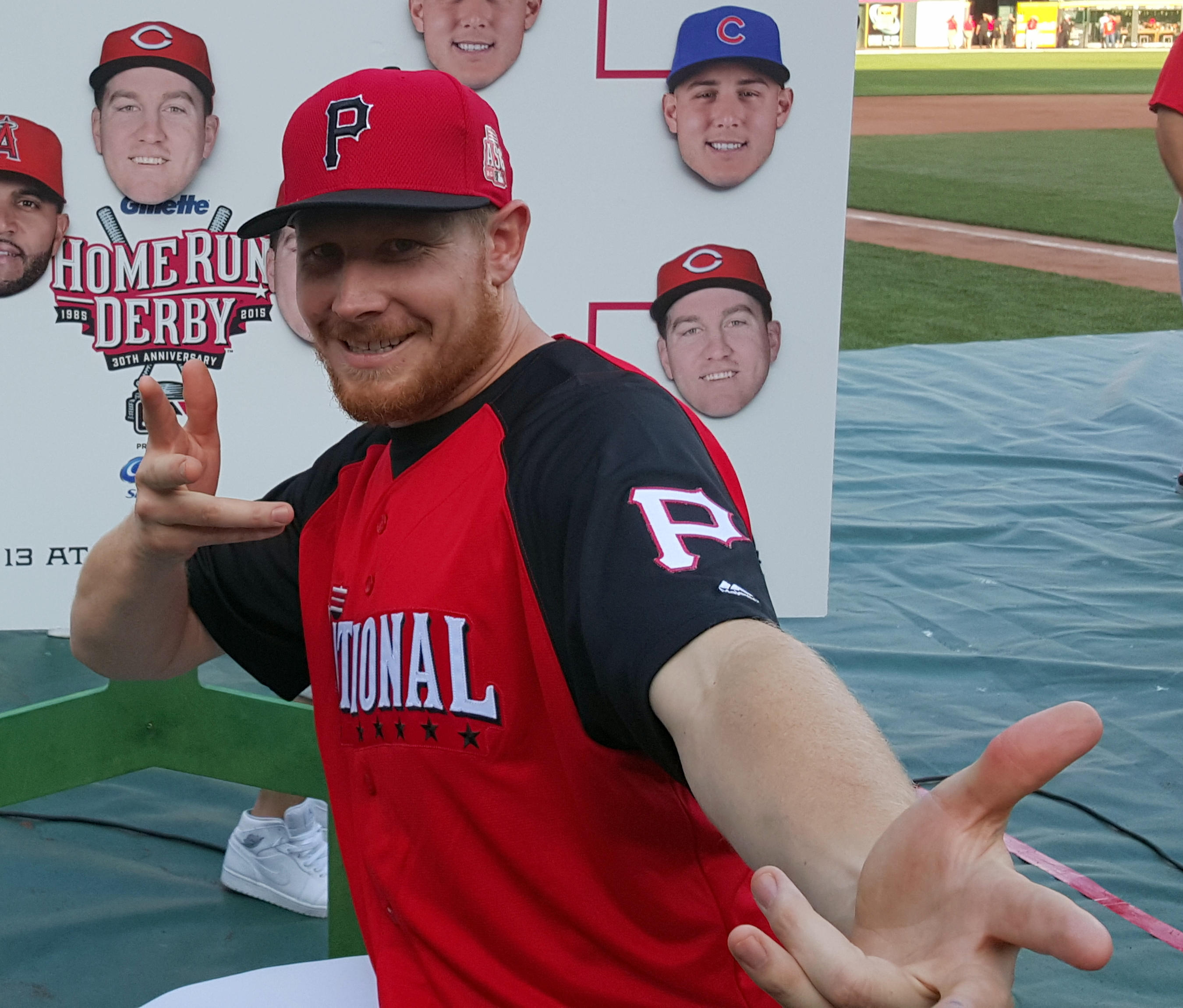
ピッツバーグ・パイレーツ時代
（2015年7月13日）

2013年はオールスターゲームに初めて選出されたが、登板はなかった。また、抑えのジェイソン・グリーリが故障者リストに入った間は、代役を務めた。最終的に72試合に登板し、3勝2敗16セーブ26ホールド・防御率1.39と好成績を残した。セントルイス・カージナルスとのディビジョンシリーズで、ポストシーズン初登板を果たしたが、第5戦の1-3で迎えた8回裏に登板し、マット・アダムスに本塁打を浴びるなど、3失点を喫してしまい、大事な場面で抑えられず、チームは敗退してしまった。
2014年1月17日にパイレーツと259万5000ドルの1年契約に合意した。移籍2年目となる2014年シーズンは、前年から調子を落としたグリーリに代わりクローザーに定着。2年連続1.00台となる防御率1.90、いずれも自己ベストの33セーブ・WHIP0.87をマークし、チームのプレーオフ進出に大きく貢献した。10月1日のサンフランシスコ・ジャイアンツとのワイルドカードゲームでは、0-8で迎えた9回表に登板して無失点に抑えたが、チームはそのまま敗退してしまった。オフには日米野球2014のMLB選抜に選出された。
2015年も抑えで起用され、両リーグ最多の51セーブを挙げ、セーブ失敗もわずか2回と、安定した活躍を見せた。3年連続での防御率1点台が終盤まで期待されたが、9月28日のカージナルスとの首位攻防戦での登板で、スコア0-0で迎えた9回裏に3失点を喫してしまい、防御率が2点台となってしまった。10月7日のシカゴ・カブスとのワイルドカードゲームでは、0-4で迎えた9回表に登板して無失点に抑えたが、チームはそのまま敗退してしまった。
2016年は7月までに45試合に登板し、1勝1敗30セーブ、防御率1.51と好調を維持していた。

### ナショナルズ時代
2016年7月30日にフェリペ・リベロ、テイラー・ハーンとのトレードでワシントン・ナショナルズへ移籍した。移籍先でも抑えとして起用され、30試合で17セーブ、防御率は1.82であった。シーズン通算では4年連続70試合以上となる75試合登板でナショナルリーグ3位となる47セーブを挙げ、防御率は2年ぶりの1点台となる1.64を記録した。オフにフリーエージェント（FA）となった。

### ジャイアンツ時代
2016年12月5日にサンフランシスコ・ジャイアンツと4年総額6200万ドルで契約した。12月14日に第4回ワールド・ベースボール・クラシック（WBC）のアメリカ合衆国代表への不参加の意思を表明したが、代表が決勝トーナメントに進出したため合流した。3月22日の決勝プエルトリコ戦に勝利し、初の優勝を果たした。
シーズンでは、2度にわたって故障離脱するなど全般に調子が上がらず、2010年以来となる40試合未満の登板で1勝2敗11セーブ、防御率4.50と不本意な成績に終わった。
2018年も故障で出遅れ、41試合登板で1勝4敗3セーブ、防御率3.23、WHIP1.59と物足りない成績に終わった。

### ブレーブス時代
2019年7月31日にダニエル・ウィンクラー、トリスタン・ベックとのトレードで、アトランタ・ブレーブスへ移籍した。移籍後は抑えを務め、11セーブを挙げた。この年は2チーム合計で3年ぶりとなる60試合登板を果たし、5勝2敗12セーブ、防御率3.61であった。
2020年オフの10月28日にFAとなった。

### パドレス時代
2021年2月18日にサンディエゴ・パドレスと200万ドルの単年契約を結んだ。2022年は相互オプションとなり、バイアウトの際は100万ドルが支払われる。
2021年4月1日のダイヤモンドバックスとの開幕戦に抑えとして登板し、移籍後初出場し、移籍後初セーブも記録した。7月4日に選手間投票で通算4度目となるオールスターゲームに選出された。7月13日に開催されたオールスターゲームでは8回表に7番手として登板した。オフの11月5日にオプションを破棄してFAとなった。

### ダイヤモンドバックス時代
2021年12月1日にアリゾナ・ダイヤモンドバックスと2年総額1400万ドルの契約を結んだ。2024年はチームオプションとなり、バイアウトの際は200万ドルが支払われる。
2022年は62試合に登板したが、3勝10敗18セーブ、防御率4.66と不振だった。
2023年はスプリングトレーニング中に右肩を負傷し、この怪我によりシーズン全休となった。オフの11月3日に契約延長オプションを破棄して、FAとなった。

### 現役引退後
2024年10月8日、サンディエゴ州立大学の投手育成コーディネーターに就任することが発表された。

## 選手としての特徴
リリーバーとしてオーバースローから、平均球速91mph（146km/h）のカッターを中心に、平均92mph（148km/h）のフォーシーム、決め球である平均81mph（130km/h）のナックルカーブ、稀に85mph（137km/h）程度のスプリッターを使用する（2016年）。フォーシームの最速は2012年シーズンに記録した96.0mph。
2011年以前の速球はフォーシームが主体であったが、2011-2012年からカッターを主体としている。また、PITCHf/x上2012年以前のカーブが2013年以降はナックルカーブに切り替わっている。
年々球速が低下しており、MLB昇格時には平均球速149km/hほどだったが、2016年時点では146km/hにまで落ち込んでいる。
もともと制球難だったが大幅に改善され、リーグ屈指のコントロールを誇っており、MLB通算与四球率は2点台序盤となっている。パイレーツに移籍した2013年以降の被本塁打率が0.29と非常に低い。

## 詳細情報

### 年度別投手成績
| 年 度     | 球 団     | 登 板 | 先 発 | 完 投 | 完 封 | 無 四 球 | 勝 利 | 敗 戦 | セ 丨 ブ | ホ 丨 ル ド | 勝 率 | 打 者 | 投 球 回 | 被 安 打 | 被 本 塁 打 | 与 四 球 | 敬 遠 | 与 死 球 | 奪 三 振 | 暴 投 | ボ 丨 ク | 失 点 | 自 責 点 | 防 御 率 | W H I P |
| --------- | --------- | ----- | ----- | ----- | ----- | -------- | ----- | ----- | -------- | ----------- | ----- | ----- | -------- | -------- | ----------- | -------- | ----- | -------- | -------- | ----- | -------- | ----- | -------- | -------- | ------- |
| 2009      | NYY       | 13    | 0     | 0     | 0     | 0        | 0     | 1     | 0        | 0           | .000  | 74    | 16.1     | 13       | 0           | 10       | 0     | 4        | 10       | 3     | 0        | 8     | 7        | 3.86     | 1.41    |
| 2010      | NYY       | 2     | 0     | 0     | 0     | 0        | 0     | 0     | 0        | 0           | ----  | 19    | 4.0      | 7        | 1           | 0        | 0     | 0        | 3        | 0     | 0        | 5     | 4        | 9.00     | 1.75    |
| 2010      | HOU       | 20    | 0     | 0     | 0     | 0        | 2     | 0     | 0        | 8           | 1.000 | 71    | 17.1     | 12       | 1           | 8        | 0     | 1        | 19       | 2     | 0        | 8     | 6        | 3.12     | 1.15    |
| '10計     | HOU       | 22    | 0     | 0     | 0     | 0        | 2     | 0     | 0        | 8           | 1.000 | 90    | 21.1     | 19       | 2           | 8        | 0     | 1        | 22       | 2     | 0        | 13    | 10       | 4.22     | 1.27    |
| 2011      | HOU       | 71    | 0     | 0     | 0     | 0        | 8     | 4     | 20       | 3           | .667  | 309   | 74.1     | 65       | 5           | 26       | 6     | 2        | 66       | 1     | 0        | 28    | 23       | 2.78     | 1.22    |
| 2012      | BOS       | 41    | 0     | 0     | 0     | 0        | 0     | 2     | 1        | 2           | .000  | 194   | 45.0     | 45       | 8           | 12       | 1     | 3        | 41       | 2     | 0        | 31    | 31       | 6.20     | 1.27    |
| 2013      | PIT       | 72    | 0     | 0     | 0     | 0        | 3     | 2     | 16       | 26          | .600  | 279   | 71.0     | 60       | 1           | 8        | 0     | 1        | 70       | 6     | 0        | 15    | 11       | 1.39     | 0.96    |
| 2014      | PIT       | 72    | 0     | 0     | 0     | 0        | 3     | 5     | 33       | 14          | .375  | 277   | 71.0     | 51       | 2           | 11       | 1     | 3        | 71       | 3     | 0        | 15    | 15       | 1.90     | 0.87    |
| 2015      | PIT       | 78    | 0     | 0     | 0     | 0        | 3     | 2     | 51       | 1           | .600  | 293   | 76.2     | 57       | 4           | 14       | 2     | 2        | 62       | 3     | 0        | 22    | 19       | 2.23     | 0.93    |
| 2016      | PIT       | 45    | 0     | 0     | 0     | 0        | 1     | 1     | 30       | 0           | .500  | 163   | 41.2     | 32       | 2           | 9        | 0     | 1        | 38       | 1     | 0        | 10    | 7        | 1.51     | 0.96    |
| 2016      | WSH       | 30    | 0     | 0     | 0     | 0        | 1     | 1     | 17       | 0           | .500  | 107   | 29.2     | 21       | 1           | 3        | 0     | 0        | 27       | 3     | 0        | 6     | 6        | 1.82     | 0.81    |
| '16計     | WSH       | 75    | 0     | 0     | 0     | 0        | 2     | 2     | 47       | 0           | .500  | 270   | 71.1     | 52       | 3           | 12       | 0     | 1        | 65       | 4     | 0        | 16    | 13       | 1.64     | 0.90    |
| 2017      | SF        | 32    | 0     | 0     | 0     | 0        | 1     | 2     | 11       | 5           | .333  | 130   | 30.0     | 37       | 3           | 6        | 0     | 1        | 29       | 2     | 0        | 16    | 15       | 4.50     | 1.43    |
| 2018      | SF        | 41    | 0     | 0     | 0     | 0        | 1     | 4     | 3        | 8           | .200  | 174   | 39.0     | 48       | 2           | 14       | 2     | 1        | 31       | 4     | 0        | 18    | 14       | 3.23     | 1.59    |
| 2019      | SF        | 43    | 0     | 0     | 0     | 0        | 4     | 2     | 1        | 5           | .667  | 195   | 46.1     | 49       | 3           | 16       | 2     | 2        | 44       | 3     | 0        | 19    | 18       | 3.50     | 1.40    |
| 2019      | ATL       | 23    | 0     | 0     | 0     | 0        | 1     | 0     | 11       | 0           | 1.000 | 89    | 21.0     | 22       | 1           | 2        | 0     | 0        | 24       | 1     | 0        | 9     | 9        | 3.86     | 1.14    |
| '19計     | ATL       | 66    | 0     | 0     | 0     | 0        | 5     | 2     | 12       | 5           | .714  | 284   | 67.1     | 71       | 4           | 18       | 2     | 2        | 68       | 4     | 0        | 28    | 27       | 3.61     | 1.32    |
| 2020      | ATL       | 23    | 0     | 0     | 0     | 0        | 2     | 1     | 11       | 0           | .667  | 95    | 22.2     | 22       | 1           | 7        | 3     | 2        | 14       | 1     | 0        | 8     | 7        | 2.78     | 1.28    |
| 2021      | SD        | 64    | 0     | 0     | 0     | 0        | 4     | 3     | 39       | 0           | .571  | 265   | 64.2     | 54       | 4           | 25       | 4     | 1        | 59       | 3     | 0        | 21    | 16       | 2.23     | 1.22    |
| 2022      | ARI       | 62    | 0     | 0     | 0     | 0        | 3     | 10    | 18       | 1           | .231  | 247   | 56.0     | 63       | 5           | 21       | 2     | 1        | 35       | 6     | 0        | 37    | 29       | 4.66     | 1.50    |
| MLB：14年 | MLB：14年 | 732   | 0     | 0     | 0     | 0        | 37    | 40    | 262      | 73          | .481  | 2981  | 726.2    | 657      | 44          | 192      | 23    | 25       | 643      | 44    | 0        | 276   | 237      | 2.94     | 1.17    |

- 各年度の太字はリーグ最高

### 年度別守備成績
| 年 度 | 球 団 | 投手（P） | 投手（P） | 投手（P） | 投手（P） | 投手（P） | 投手（P） |
| 年 度 | 球 団 | 試 合     | 刺 殺     | 補 殺     | 失 策     | 併 殺     | 守 備 率  |
| ----- | ----- | --------- | --------- | --------- | --------- | --------- | --------- |
| 2009  | NYY   | 13        | 1         | 4         | 0         | 0         | 1.000     |
| 2010  | NYY   | 2         | 0         | 0         | 0         | 0         | ----      |
| 2010  | HOU   | 20        | 3         | 3         | 0         | 1         | 1.000     |
| '10計 | HOU   | 22        | 3         | 3         | 0         | 1         | 1.000     |
| 2011  | HOU   | 71        | 12        | 5         | 1         | 0         | .944      |
| 2012  | BOS   | 41        | 5         | 8         | 0         | 0         | 1.000     |
| 2013  | PIT   | 72        | 7         | 11        | 0         | 2         | 1.000     |
| 2014  | PIT   | 72        | 5         | 12        | 1         | 0         | .944      |
| 2015  | PIT   | 78        | 7         | 16        | 1         | 1         | .958      |
| 2016  | PIT   | 45        | 6         | 5         | 0         | 0         | 1.000     |
| 2016  | WSH   | 30        | 4         | 2         | 0         | 1         | 1.000     |
| '16計 | WSH   | 75        | 10        | 7         | 0         | 1         | 1.000     |
| 2017  | SF    | 32        | 2         | 9         | 0         | 1         | 1.000     |
| 2018  | SF    | 41        | 2         | 4         | 0         | 1         | 1.000     |
| 2019  | SF    | 43        | 6         | 6         | 0         | 3         | 1.000     |
| 2019  | ATL   | 23        | 1         | 2         | 0         | 0         | 1.000     |
| '19計 | ATL   | 66        | 7         | 8         | 0         | 3         | 1.000     |
| 2020  | ATL   | 23        | 3         | 6         | 0         | 2         | 1.000     |
| 2021  | SD    | 64        | 3         | 11        | 1         | 2         | .933      |
| 2022  | ARI   | 62        | 5         | 6         | 0         | 2         | 1.000     |
| MLB   | MLB   | 732       | 72        | 110       | 4         | 16        | .978      |

### タイトル
- 最多セーブ投手：2回（2015年、2021年）

### 表彰
- トレバー・ホフマン賞：1回（2015年）

### 記録
- MLBオールスターゲーム選出：4回（2013年、2015年、2016年、2021年）

### 背番号
- 39（2009年 - 2010年途中）
- 54（2010年途中 - 2011年）
- 37（2012年）
- 35（2013年 - 2016年途中）
- 43（2016年途中 - 同年終了）
- 41（2017年 - 2019年7月30日）
- 36（2019年8月3日 - 2020年）
- 33（2021年）
- 34（2022年）

### 代表歴
- 2017 ワールド・ベースボール・クラシック・アメリカ合衆国代表